# Sorbinsyra
Sorbinsyra eller 2,4-hexadiensyra är en karboxylsyra med formeln C5H7COOH. Syrakonstanten pKa är 4,76. Sorbinsyra förekommer naturligt i många bär som exempelvis rönnbär.

## Framställning
Syntetisk sorbinsyra tillverkas genom att blanda krotonaldehyd (C4H6O) och keten (C2H2O) i ett inert lösningsmedel och med ett zink-salt som katalysator.
{\displaystyle {\rm {C_{4}H_{6}O+C_{2}H_{2}O\ {\xrightarrow {Zn^{2+}}}\ C_{5}H_{7}COOH}}}

## Användning
Sorbinsyra motverkar jäst- och mögelsvampar samt vissa bakterier och används därför som konserveringsmedel i till exempel ost, läsk, sylt och förpackat bröd. Det är tillåtet i de flesta livsmedel, men används främst i bageri- och konditoriprodukter. Sorbinsyra har E-nummer 200.